# Víctor Rodríguez Romero
Pour les articles homonymes, voir Rodríguez et Víctor Rodríguez.
Víctor Rodríguez Romero  est un footballeur espagnol né le 23 juillet 1989 à Barberà del Vallès en Catalogne. Il joue au poste de milieu de terrain.

## Biographie
Le 2 août 2017, Rodríguez signe avec le Sounders FC de Seattle et la MLS pour la deuxième partie de la saison 2017.

## Palmarès
- Sounders FC de Seattle :
  - Vainqueur de la Coupe MLS en 2019